# 克劳利湖火山灰柱

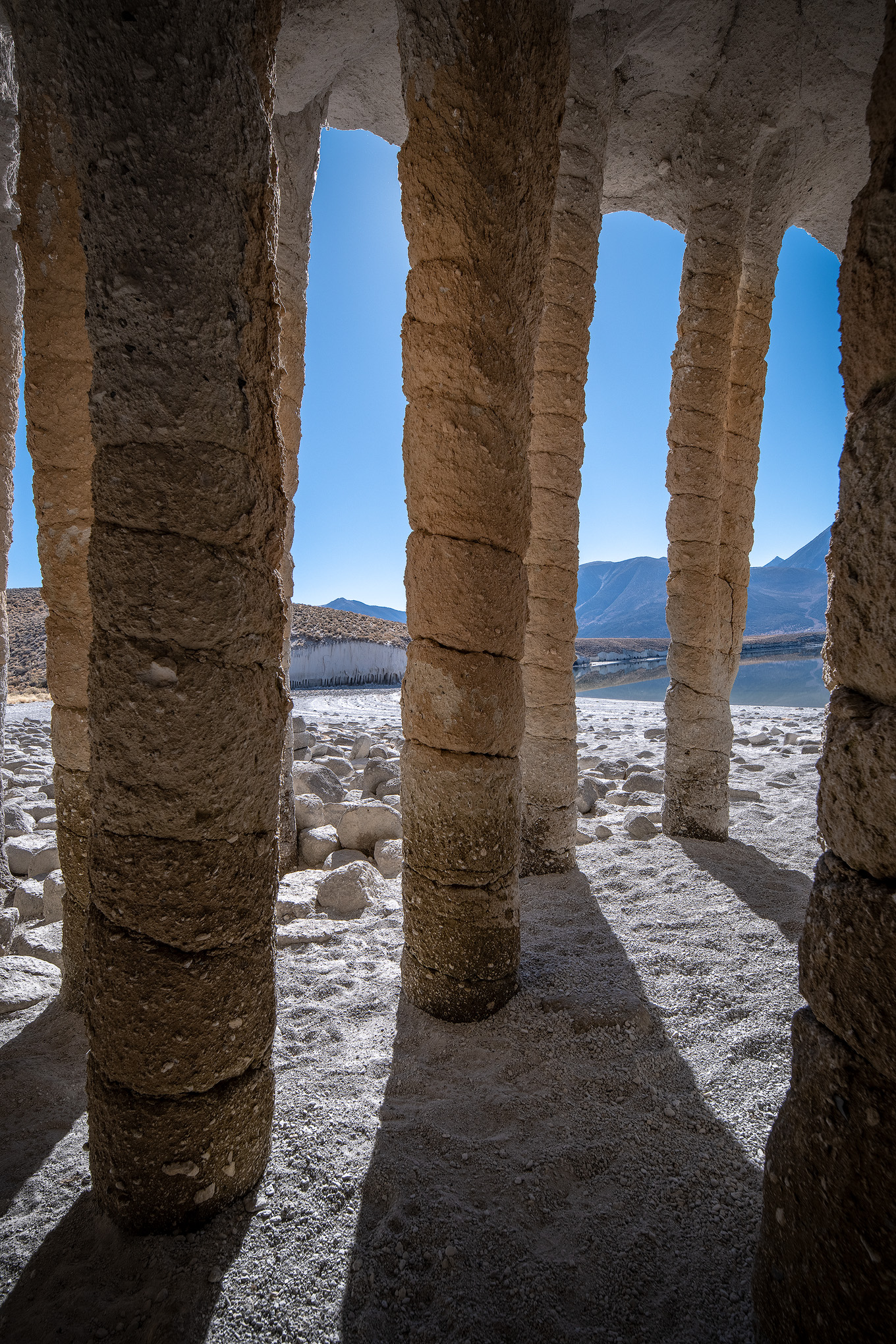
克劳利湖火山灰柱

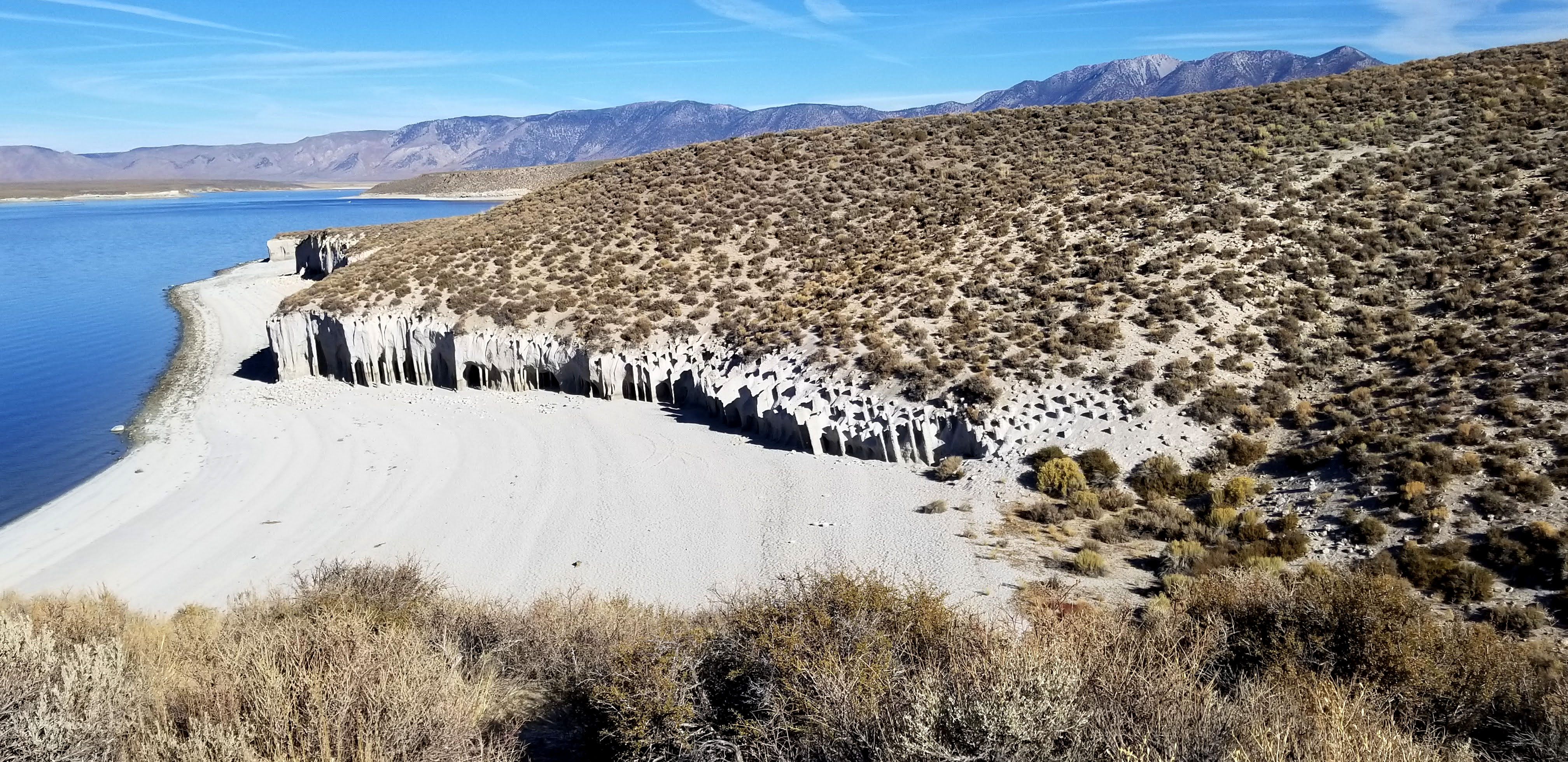
克劳利湖火山灰柱遠景

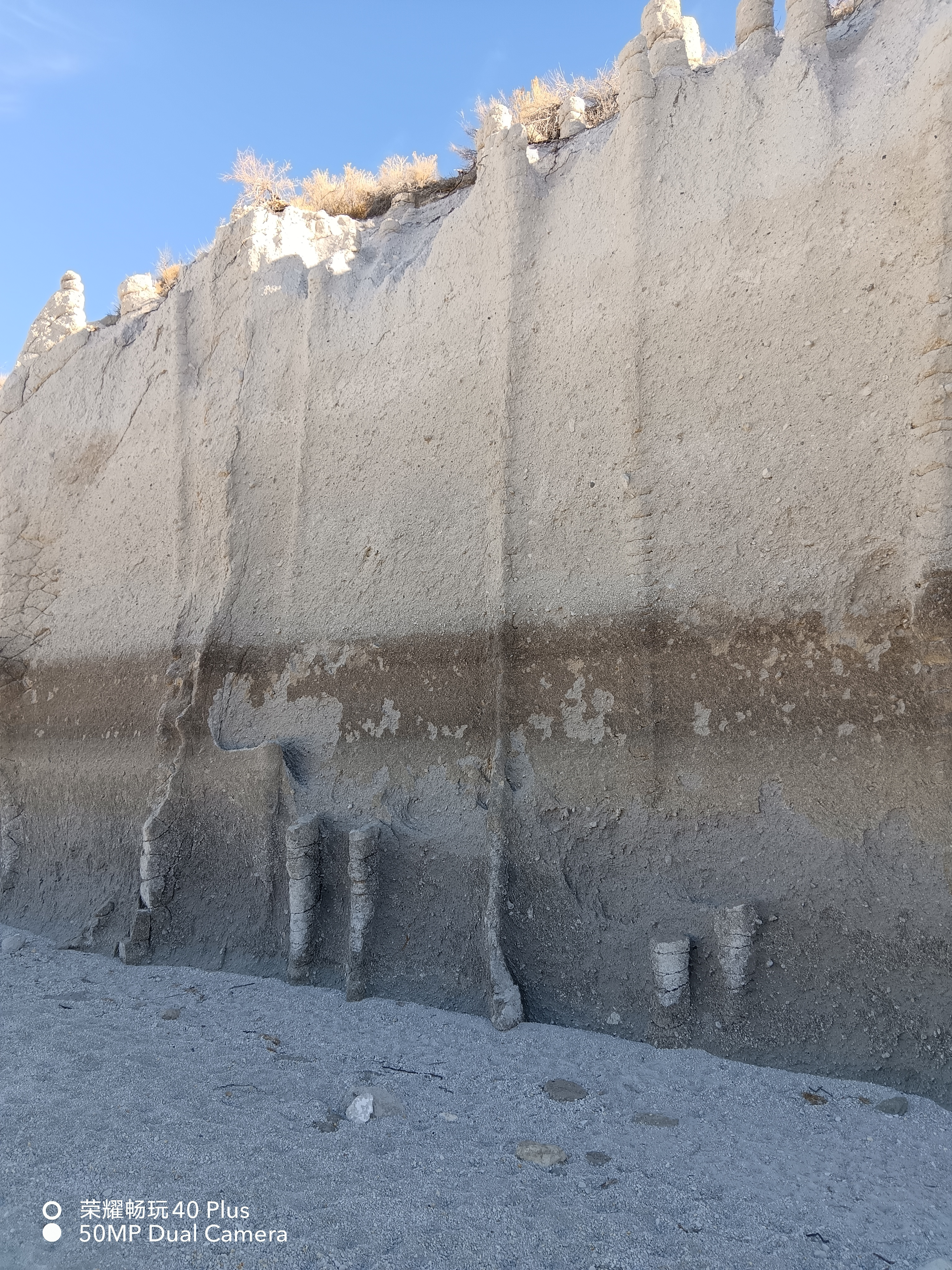
被掩埋的克劳利湖火山灰柱

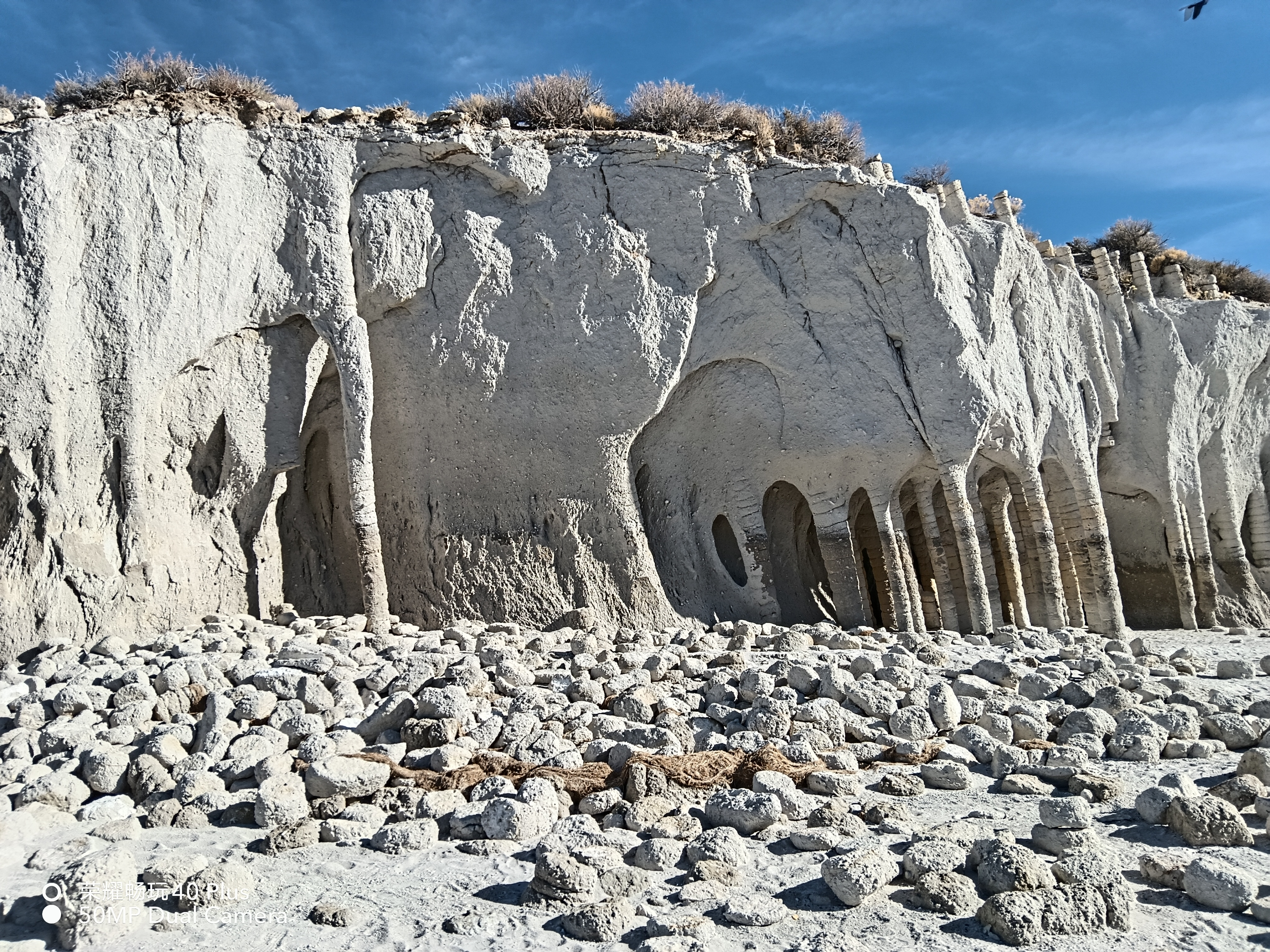
部分出露的克劳利湖火山灰柱

克劳利湖火山灰柱（英語：Crowley Lake Columns）是一種特殊的石柱，由火山灰組成。座落于克劳利湖（Crowley Lake）東岸。該湖是是美國加州莫諾縣南部歐文斯河上游的一個水庫，由洛杉磯水電部(DWP) 於1941年建造長谷大壩而形成的。
水庫完工後，人們在其東岸發現了奇怪的柱狀結構。這些結構似乎被等間距離隔開，有些柱子高20英尺（6米），頂部有拱門，類似於摩爾式建築的拱廊。
在4,000英畝（1,600公頃）的面積內有近5,000個這樣的柱子，它們成群出現，形狀、大小和顏色差異很大。有些柱子直立，相距約一英尺，並有環形孔。其他的則以不同的角度扭曲或傾斜，還有的半淹沒在水中，類似恐龍椎骨的石化殘骸。

## 成因
幾十年來，對石柱的自然起源有不同推測的理論，但沒有進行詳細的研究。直到2015年，加州大學柏克萊分校的地質學家得出結論，這些石柱起於76萬前的一次火山噴發。 大量的火山灰在當地堆積成厚層的凝灰岩。當凝灰岩冷卻時，地下水被加熱然後以蒸汽形式上升。同時也携帶了耐侵蝕的礦物質，沉積在凝灰岩中。並凝結周圍的火山灰。形成柱狀凝結火山灰。 後期湖水的衝刷，去除未凝結的火山灰，而保存了柱狀凝結火山灰 .
至於爲何這些火山灰柱有幾乎均匀的間隔未曾得到合理解釋。Randolph-Flagg et al（2017）即提出了熱液冷卻（hydrothermal cooling）過程如下：
1. 大約76萬年前，火山噴發出大面積的火山灰和浮石，沉降並凝固。
2. 火山灰由流紋岩組成，流紋岩是一種富含二氧化矽的火山岩。是熱的良導體，因此冷卻得很快。
3. 當流紋岩灰冷卻時，它會收縮，導致岩石破裂。
4. 裂縫通常以六角形圖案形成，因為這是岩石最有效的方式的破裂。
5. 然後經由礦物質填補裂縫，將火山灰黏合在一起。
6. 火山灰被湖水侵蝕掉，而裸露柱狀節理狀岩層

理論上，只要是厚層火山灰，都應該有這種石柱的存在。但大多可能都被埋藏在地底下。如果不是克劳利水庫的建立，他們的火山灰柱也不會被發現。